# The Stig

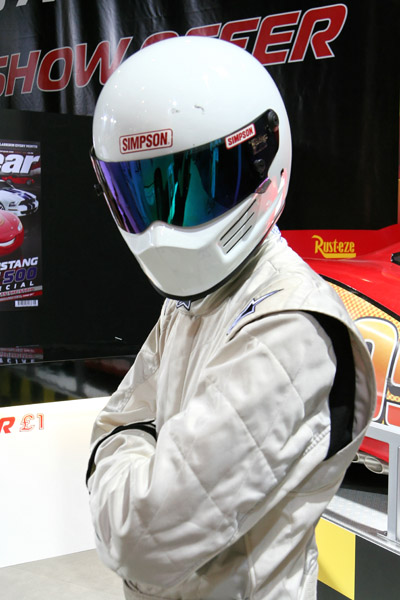
The Stig (witte Stig serie 3 en volgende)

The Stig is een mysterieus personage uit het Britse televisieprogramma van de BBC, Top Gear. Het idee van de naam The Stig komt van de presentator Jeremy Clarkson; op zijn oude school werden nieuwelingen Stig genoemd.
In elke aflevering wordt een sportwagen getest op het eigen circuit van het programma. The Stig bestuurt altijd deze auto's als testcoureur. The Stig wordt voor het uitzenden van een test steevast aangekondigd met "Some say that (..), all we know is that he is called The Stig!" (Sommigen beweren dat (...), het enige dat wij weten is dat hij The Stig wordt genoemd!), waarbij steeds twee bizarre eigenschappen aan The Stig worden toegeschreven.
Er wordt ook gemeten hoe lang The Stig doet over een ronde op het racecircuit van het programma. De snelste ronde die The Stig gereden heeft is 1 minuut en 8,5 seconde in een Pagani Zonda R, maar aangezien deze auto niet te koop is en niet op de openbare weg mag rijden telt deze tijd niet mee. De snelste ronde in een op de openbare weg toegelaten auto (1 min 10,6 s) heeft hij tot nu toe neergezet in 2007 in een Caparo T1. Deze tijd telt echter ook niet mee voor de 'Power Lap Times' aangezien een auto over een 'slapende politieagent' (een verkeersdrempel) moet kunnen rijden, zoals Jeremy Clarkson zei:
If a car can't get over a sleeping policeman, it can't go on that board. Het record voor de snelste productieauto die op de weg mag rijden is sinds 2011 met 1 minuut 13,8 de Pagani Huayra.
Volgens cijfers van Ask.com vrijgegeven op 4 december 2008 is de vraag naar de identiteit van The Stig de meest gestelde vraag naar een persoon op hun site, en daarmee ook de op acht na meest gestelde vraag.

## De 'zwarte' Stig
In serie 1 en 2 reed The Stig met een donkere helm en pak. Het is echter bekend geworden dat the Stig in deze zwarte kleding Perry McCarthy was. Dit is gebleken uit McCarthy's biografie. Omdat the Stig anoniem moet blijven, nam de 'oude' Stig op ludieke wijze afscheid door met een oude Jaguar van het dek van de HMS Invincible af te springen.

## De 'witte' Stig
Vanaf serie 3 is dan ook een nieuwe Stig te zien, deze keer in een wit pak en met een witte helm.
Wanneer The Stig op het circuit rijdt draait hij oude (veelal symfonische) rock of is hij bezig met een taalcursus.
In een aflevering van Top Gear kreeg coureur Mark Webber na een rondje in een Suzuki een T-shirt met opdruk "I AM THE STIG". Gezien het postuur van Webber was het onwaarschijnlijk dat hij the Stig is.
Op 21 juni 2009 werd in de eerste aflevering van seizoen 13 van Top Gear de identiteit van The Stig bekendgemaakt: Michael Schumacher. Echter, aan het einde van de aflevering werd deze onthulling door de presentators zelf weer in twijfel getrokken. Volgens een officiële bron zat Schumacher die bewuste aflevering wel degelijk aan het stuur. De zwarte Ferrari FXX waarin The Stig reed is ook eigendom van Schumacher. Het bleef  een raadsel wie de overige keren de witte helm op had.
In augustus 2010 werd bekend dat de acteur achter The Stig graag zijn identiteit bekend zou willen maken, maar dat hem dat verboden wordt door de BBC. Deze laatste zou dreigen met een rechtszaak. Deze rechtszaak werd door de BBC verloren, waarna bekend werd dat Ben Collins the Stig is.

## Een nieuwe Stig
Op 5 november 2010 verscheen op de website van Top Gear een filmpje waarop te zien is dat nieuwe Stigs gefokt worden op een boerderij. In het filmpje zijn diverse Stigs te zien in allerlei verschillende kleuren. Te zien is ook dat de meeste Stigs niet erg geschikt zijn voor hun werk. Ook bevat het filmpje een verwijzing naar de affaire met Ben Collins: "Sommige Stigs denken dat ze boeken kunnen schrijven, maar dat is nooit een goed idee". Tot slot wordt de komst van een nieuwe Stig aangekondigd, die net als de vorige Stig in het wit gekleed was.